# Скасування недоторканності депутатів і суддів в Україні
Скасування недоторканності депутатів і суддів в Україні — тривала правова кампанія з обмеження та/або скасування інституту недоторканності, а також рішення щодо окремих фізичних осіб щодо зняття недоторканності.
Загалом інститут недоторканності існує в багатьох країнах і звичайно зустрічається в державах з розвинутою демократією та системою прав людини. Не зважаючи на це, в Україні за окремих політичних обставин активно пропагується скасування інституту недоторканності. Як вважають окремі політичні аналітики, з одного боку це дозволить уникнути безкарності окремих депутатів, з іншого — поставити під контроль влади окремі політичні групи[джерело?].

## Передумови
Недоторканність депутатів та суддів в Україні гарантована Конституцією України.
В умовах зростання корупції та її поширення на вищі органи державної влади в Україні недоторканність депутатів та суддів фактично гарантувала їм можливість уникати будь-яких покарань за зловживання владою та корупційні дії. У свою чергу, це призвело до того, що особи, які мали проблеми у відносинах із законом, намагались будь-яким чином отримати депутатську недоторканність.
В різний час також здійснювались спроби поширення інституту недоторканності на представників інших державних органів. Так, в 1997 році така спроба здійснювалась стосовно членів Рахункової палати. Ця спроба Конституційним Судом України була визнана протизаконною.

## Спроби скасування інституту недоторканності
2006 року Президент Ющенко в традиційній манері закликав депутатів Верховної ради скасувати власну недоторканність.
16 січня 2015 у Верховній раді України було зареєстроване подання Президента Порошенка як «Проект Закону про внесення змін до Конституції України (щодо недоторканності народних депутатів України та суддів)». Цього ж дня рішення було включене до порядку денного Верховної ради.
Для унеможливлення скасування цього Закону шляхом визнання його неконституційності Верховна рада подала запит до Конституційного суду України. 16 червня 2015 суд виніс ухвалу.
19 жовтня 2017 року народні депутати ВРУ у першому читанні розглянули законопроєкт про скасування депутатської недоторканності. За дане рішення проголосували 336 із 362 народних депутатів. Також цей законопроєкт було направлено до Конституційного суду для одержання висновку щодо відповідності його вимогам статей 157 і 158 Конституції України.
29 серпня 2019 ВРУ 9 скликання схвалила законопроєкт № 7203, щодо зняття недоторканності з народних депутатів. Скасування недоторканності передбачалося з 2020 року.
3 вересня 2019 ВРУ було прийнято законопроєкт щодо скасування депутатської недоторканності. За це проголосували 373 депутати, закон набув чинності 1 січня 2020 року.
7 жовтня Дмитро Разумков заявив, що було зареєстровано законопроєкт про скасування недоторканності, а на початку листопада його вже можуть ухвалити.
18 грудня недоторканність нардепів було скасовано, з цього часу кримінальну справу проти народного депутата зможе відкривати виключно генпрокурор України.

## Персональні рішення
У різний час сучасної історії України були позбавлені недоторканності та притягнуті до відповідальності народні депутати. У 1990, в часи УРСР був позбавлений недоторканності Степан Хмара, звинувачений у побитті міліціонера, після чого майже рік він утримувався в СІЗО. У часи незалежної України втратили недоторканність:
- 1994: Юхим Звягільський — зловживання службовим становищем, незаконне вивезення коштів;
- 1999: Павло Лазаренко — корупція, засуджений у США;
- 2000: Віктор Жердицький — конфлікт інтересів із Леонідом Кучмою;
- 2002: Микола Агафонов — економічні злочини;
- 2009: Віктор Лозінський — убивство, засуджений;
- 2014: Олег Царьов — сепаратизм, поданий до міжнародного розшуку;
- 2015: Ігор Мосійчук — звинувачення у корупції, рішення скасоване;
- 2015: Сергій Мельничук — звинувачення у створенні злочинної організації;
- 2015: Сергій Клюєв — незаконне заволодіння майном та нецільове використання коштів;
- 2016: Олександр Онищенко — звинувачення в організації злочинної схеми;
- 2017: Олесь Довгий — звинувачення в корупції;
- 2017: Максим Поляков — фігурант Бурштинової справи;
- 2017: Борислав Розенблат — фігурант Бурштинової справи;
- 2017: Михайло Добкін — звинувачення в корупції;
- 2018: Надія Савченко — фігурант справи про підготовку теракту проти вищого керівництва України;
- 2019: Ярослав Дубневич — звинувачення в корупції.